# Jorge Menéndez Vallina
Jorge Menéndez Vallina (Oviedo, 26 de junio de 1970) fue presidente del Real Oviedo desde diciembre de 2013, cargo al que accedió con el apoyo del Grupo Carso, y del que dimitió en verano de 2022 con el cambio de propiedad. En la actualidad, y desde el 19 de diciembre de 2018, es miembro de la Junta Directiva de la Real Federación Española de Fútbol.
Es Ingeniero de minas por la Escuela de Ingeniería de Minas, Energía y Materiales de Oviedo, y entre 2011 y 2013 formó parte de la Corporación Municipal del Ayuntamiento de Oviedo, donde desempeñó el cargo de Concejal de Cultura, Deportes, Tráfico y Sanciones. Como Concejal de Deportes del Ayuntamiento de Oviedo, destacó por ser el responsable de conseguir el apoyo del Real Madrid en la ampliación de capital del Real Oviedo del año 2012, en la que el club madrileño invirtió 100 000 € en acciones del equipo ovetense. Es también Master en Dirección de Empresas, por EMLyon. Ha sido directivo de diversas empresas multinacionales, presidente y socio de empresas industriales (Ingeniería, tratamiento de agua), fue director de fábrica de Saint Gobain Incusa y director comercial y de desarrollo de negocio internacional de SODES. En la actualidad es Director de Desarrollo de Negocio del Grupo Daorje.
Accedió a la presidencia del Real Oviedo en la Junta General Ordinaria celebrada el 26 de diciembre de 2013.
También fue vicepresidente del Museo de Bellas Artes de Asturias y primer presidente de la recuperada Fundación Municipal de Cultura de Oviedo en la última etapa de esta institución.